# Eccellenza Sardegna 1992-1993
Il campionato italiano di calcio di Eccellenza regionale 1992-1993 è stato il secondo organizzato in Italia. Rappresenta il sesto livello del calcio italiano.
Questo è il campionato regionale della regione Sardegna organizzato dal Comitato Regionale Sardegna che a fine giugno 1992 ha cambiato denominazione abolendo il Sardo.

## Squadre partecipanti
| Squadra                  |                              |
| ------------------------ | ---------------------------- |
| Pol. Alghero             | Alghero (SS)                 |
| G.S. Ariete Solanas      | Solanas (Cabras) (OR)        |
| C.S. Bosa                | Bosa (OR)                    |
| A.C. Carbonia            | Carbonia (SU)                |
| S.S.R. Decimoputzu       | Decimoputzu (SU)             |
| Pol. Gialeto             | Serramanna (CA)              |
| Pol. Iglesias            | Iglesias (SU)                |
| U.S. Nuorese             | Nuoro (NU)                   |
| G.S. Ploaghe             | Ploaghe (SS)                 |
| S.S.R. San Sperate       | San Sperate (SU)             |
| U.S. Santa Teresa        | Santa Teresa di Gallura (OT) |
| P.S.F. Sant'Elena Quartu | Quartu Sant'Elena (CA)       |
| Pol. Sinnai              | Sinnai (CA)                  |
| S.S. Tavolara            | Olbia (OT)                   |
| Pol. Tharros             | Oristano (OR)                |
| A.P. Terralba            | Terralba (OR)                |

## Classifica finale
|  | Pos. | Squadra                                 | Pt | G  | V  | N  | P  | GF | GS | DR  |
|  | ---- | --------------------------------------- | -- | -- | -- | -- | -- | -- | -- | --- |
|  | 1.   | Pol. Iglesias, Iglesias                 | 51 | 30 | 23 | 5  | 2  | 70 | 20 | +50 |
|  | 2.   | Ariete Solanas, Solanas fraz. di Cabras | 41 | 30 | 16 | 9  | 5  | 49 | 32 | +17 |
|  | 3.   | A.C. Carbonia, Carbonia                 | 34 | 30 | 13 | 8  | 9  | 37 | 29 | +8  |
|  | 4.   | Pol. Sinnai, Sinnai                     | 34 | 30 | 12 | 10 | 8  | 35 | 35 | 0   |
|  | 5.   | U.S. Santa Teresa, S.Teresa di Gallura  | 33 | 30 | 10 | 13 | 7  | 53 | 36 | +17 |
|  | 6.   | S.S.R. San Sperate, S.Sperate           | 33 | 30 | 12 | 9  | 9  | 29 | 29 | 0   |
|  | 7.   | A.P. Terralba, Terralba                 | 30 | 30 | 10 | 10 | 10 | 49 | 46 | +3  |
|  | 8.   | U.S. Nuorese, Nuoro                     | 30 | 30 | 11 | 8  | 11 | 34 | 41 | -7  |
|  | 9.   | P.S.F. Sant'Elena, Quartu Sant'Elena    | 28 | 30 | 8  | 12 | 10 | 31 | 36 | -5  |
|  | 10.  | S.S.R. Decimoputzu, Decimoputzu         | 27 | 30 | 8  | 11 | 11 | 37 | 38 | -1  |
|  | 11.  | Pol. Gialeto, Serramanna                | 27 | 30 | 6  | 15 | 9  | 33 | 36 | -3  |
|  | 12.  | G.S. Tavolara, Olbia                    | 27 | 30 | 8  | 11 | 11 | 30 | 35 | -5  |
|  | 13.  | Pol. Tharros, Oristano                  | 24 | 30 | 8  | 8  | 14 | 28 | 37 | -9  |
|  | 14.  | C.S. Bosa, Bosa                         | 23 | 30 | 7  | 9  | 14 | 28 | 43 | -15 |
|  | 15.  | G.S. Ploaghe, Ploaghe                   | 21 | 30 | 7  | 7  | 16 | 28 | 55 | -27 |
|  | 16.  | Pol. Alghero, Alghero                   | 17 | 30 | 3  | 11 | 16 | 16 | 37 | -21 |

- Santa Teresa ammesso per giudizio sportivo del Comitato Regionale Sardegna.